# A MusiCares Tribute to Bruce Springsteen
A MusiCares Tribute to Bruce Springsteen è un film del concerto svoltosi a Los Angeles l'8 febbraio 2013 durante la cerimonia per l'attribuzione del titolo di persona dell'anno al cantautore statunitense Bruce Springsteen da parte dell'associazione benefica MusiCares Foundation.
Presentato dal comico Jon Stewart, lo spettacolo vide alternarsi sul palco del Convention Center diversi artisti e musicisti, da sempre dichiaratisi appassionati del cantautore, che interpretarono proprie versioni di alcune delle più famose canzoni di Springsteen che concluse la cerimonia eseguendo alcuni suoi brani con la E Street Band. Il film è stato pubblicato come DVD e Blu-ray nel marzo del 2014.

## Contenuto
1. Adam Raised a Cain (Alabama Shakes)
2. Because the Night (Patti Smith)
3. Atlantic City (Natalie Maines, Ben Harper and Charlie Musselwhite)
4. American Land (Ken Casey dei Dropkick Murphys)
5. My City of Ruins (Mavis Staples e Zac Brown)
6. I'm on Fire (Mumford & Sons)
7. American Skin (41 Shots) (Jackson Browne e Tom Morello)
8. My Hometown (Emmylou Harris)
9. One Step Up (Kenny Chesney)
10. Streets of Philadelphia (Elton John)
11. Hungry Heart (Juanes)
12. Tougher Than the Rest (Tim McGraw e Faith Hill)
13. The Ghost of Tom Joad (Jim James e Tom Morello)
14. Dancing in the Dark (John Legend)
15. Lonesome Day (Sting)
16. Born in the U.S.A. (Neil Young e i Crazy Horse)
17. We Take Care of Our Own (Bruce Springsteen & the E Street Band)
18. Death to My Hometown (Bruce Springsteen & the E Street Band)
19. Thunder Road (Bruce Springsteen & the E Street Band)
20. Born to Run (Bruce Springsteen & the E Street Band)
21. Glory Days (Bruce Springsteen & the E Street Band con tutto il cast)

## Formazione
- Bruce Springsteen – voce, chitarra
- E Street Band
  - Nils Lofgren – chitarra, cori
  - Roy Bittan – pianoforte
  - Garry Tallent – basso elettrico
  - Max Weinberg – batteria
  - Patti Scialfa – cori, chitarra acustica
- con:
  - Jake Clemons – sassofono tenore
  - Clark Gayton – trombone
  - Curt Ramm – tromba
  - Cindy Mizelle – cori
  - Curtis King – cori

## Edizioni
- 2014 – DVD, Columbia Records Sony Music 88843044709
- 2014 – Blu-ray, Columbia Records Sony Music 88843044719